# Kaum Mazin
Kaum Mazin (arab. كوم مازن) – miejscowość w Egipcie, w muhafazie Al-Minufijja. W 2006 roku liczyła 3808 mieszkańców.